# Doris Pack

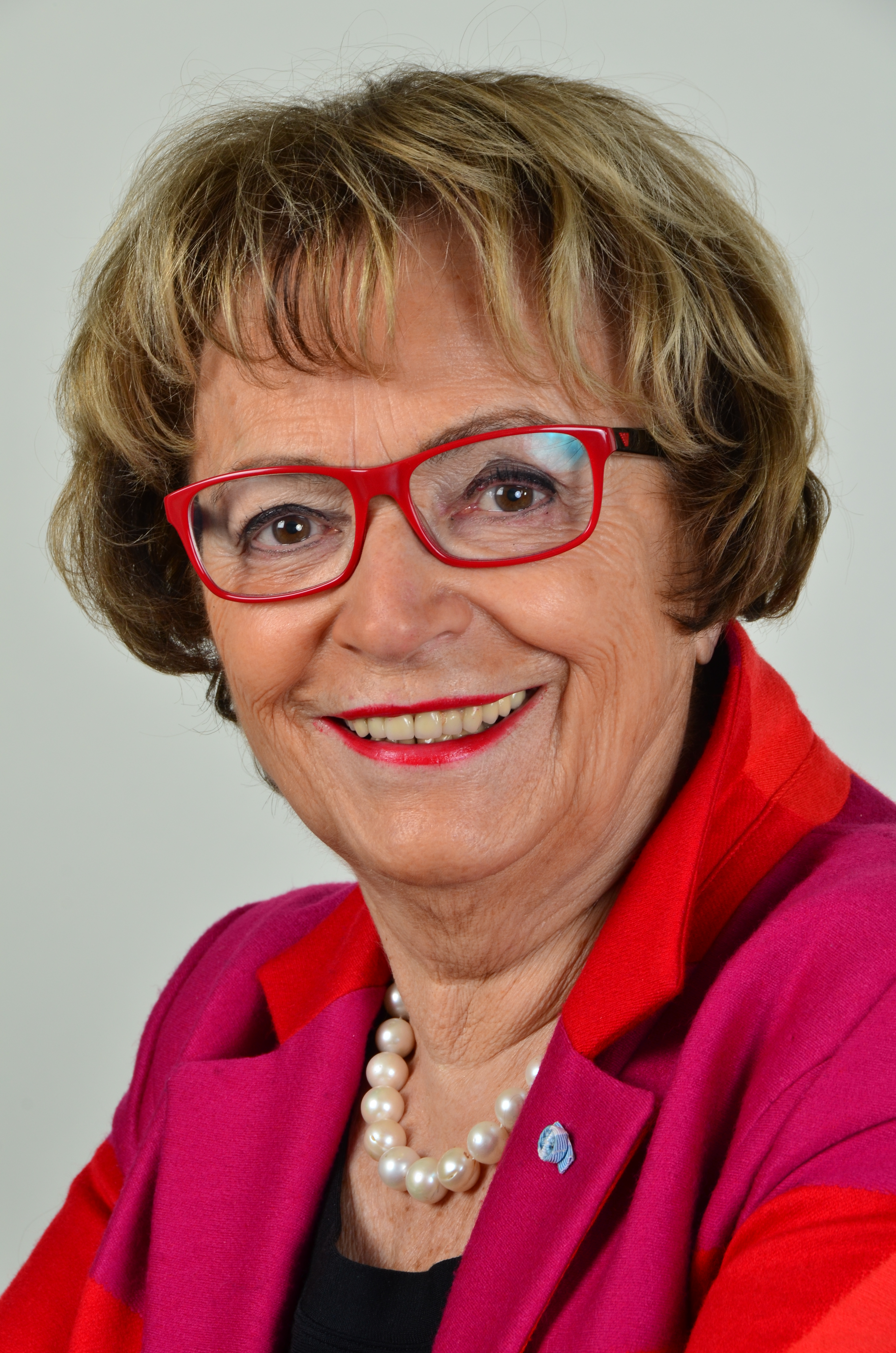
Doris Pack

Doris Pack (n. 18 martie 1942, Schiffweiler, Saarland, Germania) este un om politic german, membru al Parlamentului European în perioada 1999-2004 din partea Germaniei.
1. ↑  basic data about the members of the Bundestag, accesat în 13 aprilie 2018
2. ↑  „Doris Pack”, Gemeinsame Normdatei, accesat în 10 decembrie 2014
3. ↑  Deputații în Parlamentul European
4. ↑  basic data about the members of the Bundestag, accesat în 12 iulie 2021
5. ↑  basic data about the members of the Bundestag, accesat în 28 decembrie 2018
6. 1 2  pace.coe.int